# Nikolai Grube
Nikolai Grube, né le 6 juin 1962 à Bonn,  est un des principaux mayanistes allemands.

## Formation
Il a étudié les langues et civilisations précolombiennes ainsi que l'ethnologie à l'université de Hambourg, où il a soutenu son doctorat en 1989 avec un mémoire sur L'évolution de l'écriture maya.

## Parcours professionnel
Depuis 1986, il travaille comme spécialiste des textes hiéroglyphiques pour plusieurs projets archéologiques dans la région maya.
Il a commencé à enseigner l'ethnologie et les civilisations précolombiennes à l'université de Bonn en 1990, puis a passé son doctorat d'État en 1999 avec un mémoire sur l'histoire des Mayas Cruzo'ob du Quintana Roo.
De 1992 à 1995, il a mené des recherches sur les traditions orales des Mayas du Yucatán avec une bourse de la communauté allemande de recherche (DFG).
De 1999 à 2003 ou 2004, Nikolai Grube a occupé la chaire d'archéologie et systèmes d'écriture mésoaméricains à l'université du Texas à Austin et était bénéficiaire d'une bourse Heisenberg de la DFG.
Depuis 2004, il est professeur d'ethnologie et de civilisation précolombienne à l'université de Bonn.

## Publications
Ses articles et ses ouvrages traitent des dynasties mayas et de leur structure politique, des systèmes d'écriture précolombiens (en particulier l'écriture maya), ainsi que de la linguistique mésoaméricaine.
- In the Wake of the Great, mai 2016.
- Im Sog der Großen, juin 2015.
- "Uxul, Petén campechano: primera temporada de campo", dans Los investigadores de la cultura maya 18.2 : 7-24, janvier 2009.
- "La exploración de Uxul, Petén Campechano: resultados de las investigaciones en el 2007", dans Los investigadores de la cultura maya 16.2 : 267-287, janvier 2008.
- Classic Maya Dance, septembre 1992.
- Late Classic Architecture and Iconography at the Blue Creek Ruin, Belize, janvier 1995.

## Reportage
Le Mystère des Mayas - France 5/Parthenon Entertainment LTD/2004 : Avec Nikolai Grube, enquête sur la disparition du peuple Maya.